# Dorcadion tebrisicum
Dorcadion tebrisicum là một loài bọ cánh cứng trong họ Cerambycidae.